# یاتاقان مغناطیسی

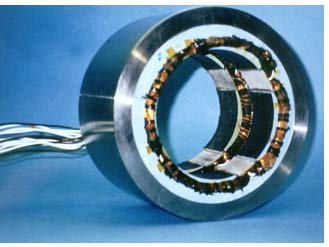
یک یاتاقان مغناطیسی

یاتاقان مغناطیسی نوعی یاتاقان است که بار را به کمک شناوری مغناطیسی تحمل می‌کند. یاتاقانهای مغناطیسی اجزای متحرک را بدون تماس فیزیکی نگه می‌دارند. برای نمونه، آن‌ها می‌توانند یک شفت چرخان را معلق نگه داشته و حرکت نسبی را با اصطکاک بسیار کم و بدون سایش امکان‌پذیر سازند. یاتاقان‌های مغناطیسی در مقایسه با سایر یاتاقان‌ها بیشترین میزان سرعت را پشتیبانی می‌کنند و در واقع محدودیتی از لحاظ سرعت حرکت ندارند.
یاتاقان‌های مغناطیسی به دو دستهٔ یاتاقان‌های مغناطیسی فعال و غیرفعال (منفعل) تقسیم می‌شوند. در یاتاقان‌های مغناطیسی غیرفعال (منفعل) از آهنرباهای دائم استفاده می‌شود، و بنابراین، نیازی به توان ورودی برای کار ندارند. با این حال طراحی و ساخت این نوع یاتاقان‌ها به دلیل محدودیت‌های مرتبط با قضیه ارنشاو مشکل است؛ بنابراین اغلب یاتاقان‌های مغناطیسی ساخته شده، یاتاقان‌های مغناطیسی فعال هستند. در این یاتاقان‌ها از آهنرباهای الکتریکی استفاده می‌شود که برای تحمل پایدار بار نیازمند به توان ورودی و سیستم کنترل فعال هستند. در یک طراحی مرکب، آهنرباهای دائم اغلب برای تحمل بارهای استاتیکی و یاتاقان‌های مغناطیسی فعال برای زمان‌هایی که جسم معلق از مکان بهینه خود منحرف می‌شود، به کار گرفته می‌شوند. معمولاً در کنار یاتاقان‌های مغناطیسی، برای زمان‌هایی که سیستم کنترل یا توان ورودی از کار می‌افتد، از یک یاتاقان پشتیبان نیز استفاده می‌شود.